# Visit Japan Web
Visit Japan Web（簡稱VJW），是日本數位廳提供的網路服務，使來自海外的個人能夠透過線上平台完成出入境檢查、海關檢查、檢疫等出入境手續。
目前，此服務僅限於成田國際機場、羽田機場、關西國際機場、中部國際機場、福岡機場、新千歲機場、以及那霸機場提供使用。。

## 歷史
- 2021年12月15日：宣布將於同月20日開始使用。[2]
- 12月20日：Visit Japan Web正式上線。
- 2022年6月17日：啟用了「快速通道」，可使用資料傳輸功能以便能夠在機場提前完成登記檢疫程序。[3]
- 8月9日：可以透過在Visit Japan Web上註冊，在系統中保存在海外取得的預防接種證明，並以符合日本格式的方式顯示。
- 2023年4月29日：解除COVID檢測證明書或COVID疫苗接種證明的要求。[4]

## 簡介
此服務支援日文、英文、繁體中文、簡體中文、韓文、越南文。使用本服務時，請準備護照。

### 抵達日本之前的填寫內容
- 線上報關預登記
- 外國人入境紀錄登記

### 入境日本時的操作
- 外國人出入境檢查時，使用二維碼出示預登記資料。
- 報關時，使用二維碼出示預登記資料。

## 外部連結
- 官方網站 （页面存档备份，存于）